# Octavius Ellis
Octavius Ellis (Memphis, Tennessee, 10 de marzo de 1993) es un jugador de baloncesto estadounidense que pertenece a la plantilla del BC Uralmash Yekaterinburg de la VTB United League. Con 2,08 metros de estatura, juega en la posición de pívot.

## Trayectoria deportiva
Jugó durante cuatro temporadas con los Cincinnati Bearcats y tras no ser elegido en el Draft de la NBA de 2016, Ellis llegaría a Europa para jugar en las filas del KK Mornar Bar de Montenegro para disputar la Erste Liga, la máxima categoría del baloncesto montenegrino y en la Balkan League.
Al finalizar su primera temporada en Europa, en verano de 2017 se marcharía a Rusia para reforzar el Enisey Krasnoyarsk, donde disputaría durante la temporada 2017/18 la VTB League y la Basketball Champions League con el conjunto siberiano.
En enero de 2020 firma con Olympiacos B.C. de la A1 Ethniki tras jugar durante temporada y media en las filas del Promitheas Patras B.C.
En la temporada 2021-22, firma por el Türk Telekom Basketbol Kulubü de la Türkiye 1. Basketbol Ligi.